# Emili J. Marín i Soriano
Emili J. Marín i Soriano   (Alcoi, 14 d'abril de 1940 - Quart de Poblet, 31 de març de 2024) va ser un sacerdot, escriptor, editor i periodista valencià, fundador de la revista cultural valenciana Saó.

## Biografia
Nascut en el si d'una família humil, va estudiar la llicenciatura en Teologia a Barcelona i va ser ordenat sacerdot als 24 anys. La primera parròquia a la qual fou destinat va ser la de Castelló de la Ribera, i posteriorment ho seria de Pedralba, la Pobla de Farnals, del col·legi Sant Francesc Xavier del Tribunal de Menors i de la Fonteta de Sant Lluís.
Va ser sempre un apassionat del món de la cultura. Va impulsar la fundació de la revista Saó, de la que n'exercí de director entre els anys 1987 i 1998. Entre el 1993 i 1998 fou nomenat membre del Consell Valencià de Cultura, en substitució de Joan Fuster.
També va formar part del Consell Rector de Teatres durant dotze anys, va ser coordinador del Cicle Cultural de la Caixa de Torrent i director de l'únic curs sobre teologia de l’alliberament a la Universitat Internacional Menéndez Pelayo. Com a periodista va arribar a fer més de 600 entrevistes, entre elles a Mikhaïl Gorbatxov.
El 2016 fou nomenat fill adoptiu de la ciutat de València. En el moment de la seua mort residia a la Casa Sacerdotal Betania (Quart de Poblet, Horta Sud).